# Гладіатор сіроголовий
Гладіатор сіроголовий (Malaconotus blanchoti) — вид горобцеподібних птахів родини гладіаторових (Malaconotidae). Мешкає в Африці на південь від Сахари.

## Підвиди
Виділяють сім підвидів:
- M. b. approximans (Cabanis, 1869) — поширений на сході Ефіопії, в Сомалі, Кенії та на півночі Танзанії;
- M. b. blanchoti Stephens, 1826 — поширений від Сенегалу і Гамбії до північного Камеруну;
- M. b. catharoxanthus Neumann, 1899 — поширений від північного Камеруну до Еритреї, Ефіопії, Уганди і північної Кенії;
- M. b. hypopyrrhus Hartlaub, 1844 — поширений від Танзанії до ПАР;
- M. b. interpositus Hartert, E, 1911 — поширений в Анголі, на південному сході ДР Конго та на сході Замбії;
- M. b. citrinipectus Meise, 1968 — поширений на південному заході Анголи і на півночі Намібії;
- M. b. extremus Clancey, 1957 — поширений на сході ПАР.

## Поширення і екологія
Сіроголові гладіатори живуть в савані, в сухих чагарникових заростях і лісових масивах.